# Dušan Petrović
Dušan Petrović, cyr. Душан Петровић (ur. 8 września 1966 w Šabacu) – serbski prawnik, polityk i samorządowiec, parlamentarzysta oraz minister sprawiedliwości.

## Życiorys
Absolwent szkoły średniej w Šabacu, ukończył następnie studia na Wydziale Prawa Uniwersytetu w Belgradzie. W latach 90. praktykował jako adwokat. W 2000 objął urząd burmistrza rodzinnej miejscowości oraz mandat posła do jednej z izb federalnego parlamentu. Od 2003 wybierany do Zgromadzenia Narodowego, był m.in. przewodniczącym frakcji poselskiej Partii Demokratycznej i wiceprzewodniczącym Skupsztiny.
Od maja 2007 do lipca 2008 sprawował urząd ministra sprawiedliwości w gabinecie Vojislava Koštunicy. Ponownie wchodził w skład rządu od marca 2011 do lipca 2012, kiedy to pełnił funkcję ministra rolnictwa, handlu, leśnictwa i gospodarki wodnej.
Od 1992 był członkiem Partii Demokratycznej. Kierował miejskimi strukturami partii, a w 2004 wybrano go na wiceprzewodniczącego tego ugrupowania. W 2012 nowy przewodniczący demokratów Dragan Đilas zażądał od byłych ministrów złożenia mandatów poselskich. Dušan Petrović odmówił, po czym został wykluczony z partii. W 2013 ze swoimi zwolennikami założył nowe ugrupowanie pod nazwą Razem dla Serbii, a rok później uzyskał poselską reelekcję. Mandat poselski utrzymał również w 2016, tym razem kandydując z ramienia koalicji skupionej wokół Partii Demokratycznej. W tym samym roku przestał kierować partią Razem dla Serbii.